# Fier (kraj)
Kraj Fier (albánsky Qarku i Fierit) je kraj v Albánii. Součástí kraje jsou okresy Fier, Lushnjë a Mallakastër a jeho hlavní město je Fier.
Na východě kraje Fier se nachází pobřeží Jadranského moře. Na pevnině sousedí s kraji:
- Tiranë: sever
- Elbasan: severovýchod
- Berat: východ
- Gjirokastër: jihovýchod
- Vlorë: jih